# Muizadim Maomé
Muizadim Maomé Gori ou de Gor (em persa: معز الدین محمد غوری‎; romaniz.: Mu'izz ad-Din Muhammad Ghori; 1149 - 15 de março de 1206), nascido Xabadim ou Xabardim (Xihab ad-Din), foi um sultão do Sultanato Gúrida de 1173 a 1202 com seu irmão Guiatadim Maomé e então sultão solo de 1202 a 1206. Suas campanhas causaram a morte de aproximadamente 100 000 hindus, com muitas mulheres e crianças hindus sendo vendidas como escravas em países islâmicos.